# Kedara
Kedara o Kedara Natha es un nombre del dios Shiva que es adorado en los Himalayas.
Existe una localidad llamada Kedarnath, con un importante templo dedicado al dios Shiva.

## Nombre
- kedāra, en el sistema AITS (alfabeto internacional para la transliteración del sánscrito).[1]
- केदार, en escritura devanagari del sánscrito.[1]
- Pronunciación: /kedára/ en sánscrito[1] o /kedár/ en varios idiomas modernos de la India (como el bengalí, el hindí, el maratí o el palí).
- Etimología: ‘señor de Kedara’[1]
  - kedāra: campo cubierto de agua en los Himalayas;
  - nātha: amo, señor.

## Significado
- kedāra:
  - m. un campo o prado, especialmente uno bajo el agua (como un arrozal); el Mánava-sastra-dharma (9.38 y 9.44), el Majabhárata (texto épico-religioso del siglo III a. C.) y el Ramaiana.
  - kapilasya kedāra, ‘el campo de Kapila’, nombre de un tirtha; según el Majabhárata (3.6042).
  - mataṅgasya kedāra, ‘el campo de Matanga’, nombre de otro tīrtha; según el Majabhárata (3.8159).
  - un charco de agua alrededor de la raíz de un árbol; según lexicógrafos como Amara Simja, Jalaiuda, Jema Chandra, etc.
  - una cama en un jardín o en el campo; según Horace H. Wilson.
  - llano, zona; según el escoliasta[2] del Katiaiana-srauta-sutra (18.5.4).
  - nombre de un raga (en música).
- Kedāra:
  - Nombre del dios Shiva como se lo adora en el Himalaya.
  - Nombre de un rey, que dio nombre a esta región. Fue el padre de Vrindá Devi; según los Puranas.[3]
  - Nombre de una región montañosa (la moderna Kedar, parte de los montes Himalaya; según el Majabhárata (6.427) y el Nandi-purana.
  - Nombre de una constelación particular; según el Brijad-yataka del astrónomo Varaja Mijira.
  - Nombre del autor de una obra titulada Abdhi
- Kedāram:
  - Nombre de un tirtha (lugar de peregrinación); según el Matsia-purana.
  - nombre de un lingam (monolito de piedra, falo del dios Shiva); según el Matsia-purana.
  - n. ‘en el Himalaya’; según el Shiva-purana.